# Station Baby
Station Baby is een spoorwegstation in de Poolse plaats Baby.